# Cucullia argentina
Cucullia argentina là một loài bướm đêm thuộc họ Noctuidae. Nó được tìm thấy ở miền trung Thổ Nhĩ Kỳ throughout Kavkaz, Iraq, Iran, Turkmenistan, miền nam Nga, Kazahstan và Afghanistan tới Mông Cổ.
Con trưởng thành bay từ tháng 4 đến tháng 5 và từ tháng 7 đến tháng 8. Có hai lứa trưởng thành một năm.
Ấu trùng ăn các loài the flowers của Artemisia.